# Serpentine River (Tasmania)
Serpentine River – rzeka na wyspie Tasmania, stanowiąca dopływ rzeki Gordon River i połączona z nim za pomocą jeziora zaporowego o nazwie Pedder. Na rzece znajduje się tama Serpentine Dam.